# Ultravox

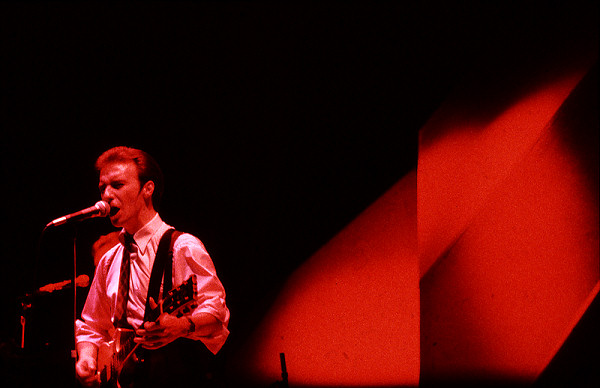
Midge Ure under en konsert med Ultravox i Oslo 1981

Ultravox är en brittisk new wave-, new romantic- och syntpopgrupp. Gruppen leddes ursprungligen av sångaren och låtskrivaren John Foxx. Han ersattes 1979 av Midge Ure och gruppen fick stora kommersiella framgångar på 1980-talet.

## Historia
Ultravox bildades 1974 under namnet Tiger Lily av konstskolestudenten Dennis Leigh tillsammans med Chris Allen (basgitarr) och Stevie Shears (gitarr). Senare kompletterades gruppen med Warren Cann (trummor) och Billy Currie (synthesizer, violin). Gruppen gav ut en singel, "Ain't Misbehavin' ", 1975. Därefter gick de igenom flera namnbyten och kallade sig bland annat The Zips, Fire of London och London Soundtrack. 1976 fick gruppen skivkontrakt med Island Records som imponerats av deras liveframträdanden. Under inspelningen av det första albumet skapades gruppnamnet Ultravox! (med utropstecknet som en referens till krautrock-bandet Neu!) och samtidigt antog Leigh och Allen sina respektive artistnamn John Foxx och Chris Cross. I februari 1977 utkom det självbetitlade debutalbumet Ultravox!.
I likhet med många andra band under punk- och new wave-epoken inspirerades Ultravox! av den mer konstnärliga sortens glamrock med starka influenser från Roxy Music, The New York Dolls, David Bowie och Kraftwerk. Debutalbumet, producerat av Brian Eno tillsammans med Steve Lillywhite, blev dock en kommersiell flopp. Gruppen återkom senare samma år med det punkigare albumet Ha!-Ha!-Ha!, som inte heller blev någon framgång. Fastän soundet dominerades av elgitarrer innehöll den även en tidig syntpoplåt, "Hiroshima Mon Amour", som signalerade en ny musikalisk riktning för gruppen.
Gruppens nya inriktning resulterade i att Stevie Shears sparkades från gruppen i början av 1978 eftersom hans spelstil inte ansågs passa in. Han ersattes av Robin Simon. Utropstecknet i gruppnamnet togs också bort och man började spela in sitt tredje album Systems of Romance tillsammans med producenten Conny Plank (som tidigare samarbetat med Kraftwerk). Albumet skilde sig från de tidigare två albumen genom att synthesizers sattes i förgrunden i gruppens sound. Albumet fick ett positivt mottagande av flera kritiker, men blev ännu en kommersiell flopp. 
Island bröt kontraktet med gruppen och efter en självfinansierad USA-turné 1979 lämnade både John Foxx och Robin Simon gruppen. De tre kvarvarande medlemmarna återvände till England och började samarbeta med andra artister. Billy Currie turnerade med Gary Numan och blev inblandad i det studiobaserade Visage-projektet. Där träffade han Midge Ure som blev tillfrågad att bli Ultravox nya sångare.
Midge Ure, som tidigare haft smärre framgångar med 70-talsbandet Slik och new wave-gruppen The Rich Kids, och 1979 var tillfällig medlem i Thin Lizzy, gick med i Ultravox som sångare, gitarrist och keyboardist. Med honom som frontman förnyades gruppen och de började få kommersiella framgångar. Sommaren 1980 blev "Sleepwalk" gruppens första singelhit och albumet Vienna tog sig upp till en 14:e plats på albumlistan. Det stora genombrottet kom med den tredje singeln från albumet, titelspåret "Vienna" som nådde andraplatsen på engelska singellistan. Låten åtföljdes av en ambitiös och stilbildande musikvideo som bidrog till framgången.
1981 kom albumet Rage in Eden som liksom de två föregående albumen var ett samarbete med Conny Plank. Gruppen tillbringade mer än tre månader i hans studio i Tyskland med att skriva och spela in materialet. Albumet blev fyra på albumlistan och singlarna "The Thin Wall" och "The Voice" blev båda topp-20 hits.
På nästa album Quartet samarbetade de med George Martin som producent. Även detta album blev en stor framgång med fyra topp-20 hits, bland andra "Reap the Wild Wind" och "Hymn". Från den följande turnén, The Monument Tour, gavs den liveinspelade Monument ut som LP och video.
Från Lament 1984 fick gruppen en av sina största hits med "Dancing with Tears in My Eyes" (3:a på englandslistan), men albumet kom att bli det sista med de fyra medlemmarna. November 1984 utgavs samlingen The Collection, som även innehöll den nya singeln "Love's Great Adventure.
Samtidigt var Ure med och skrev och producerade Band Aid-singeln "Do They Know It's Christmas". Ure var tillsammans med Bob Geldof initiativtagare och en av de ledande organisatörerna för Band Aid- och Live Aid- projekten. På Live Aid-konserten 1985 medverkade Ultravox och framförde fyra av sina hits: "Reap the Wild Wind", "Dancing With Tears in My Eyes", "One Small Day" och till sist "Vienna". 
På hösten 1985 fick Ure en stor solohit med singeln "If I Was" och gav ut det framgångsrika soloalbumet The Gift. Soloturnén nådde även Stockholm och Göteborg december samma år.
Efter det långa uppehållet ifrån Ultravox, fick original medlemmen Warren Cann sparken på grund av musikaliska meningsskiljaktigheter. Som trio spelade man 1986 in albumet U-Vox. Ure skrev i sin självbiografi att denna platta aldrig skulle ha gjorts. Bandet var vilset, och U-Vox blev splittrad, syntarna var utbytta för mer gitarr, en del blåsinstrument, och på "All Fall Down" medverkade irländska folkmusikbandet The Chieftans, samt en symfoniorkester på "All in One Day". Mark Brzezicki från Big Country var inhyrd som trummis. 
På efterföljande U-Vox turnén vintern 1986, medverkade svenske Max Abbey som gitarrist. Ultravox spelade då både i Stockholm och i Göteborg. Däremot hade Ure meddelat de övriga i bandet att han skulle lämna Ultravox efter turnén, och bandet upplöstes strax därpå.
Ure fortsatte med sin solokarriär, Currie återförenades med Robin Simon i det kortlivade projektet Humania medan både Cann och Cross drog sig tillbaka från musikbranschen.
På 1990-talet bildade Billy Currie, som enda kvarvarande originalmedlem, två nya upplagor av Ultravox som utan framgång gav ut två album, Revelation (1993) med sångaren Tony Fenelle och Ingenuity (1996), med sångaren Sam Blue.

## Återförening

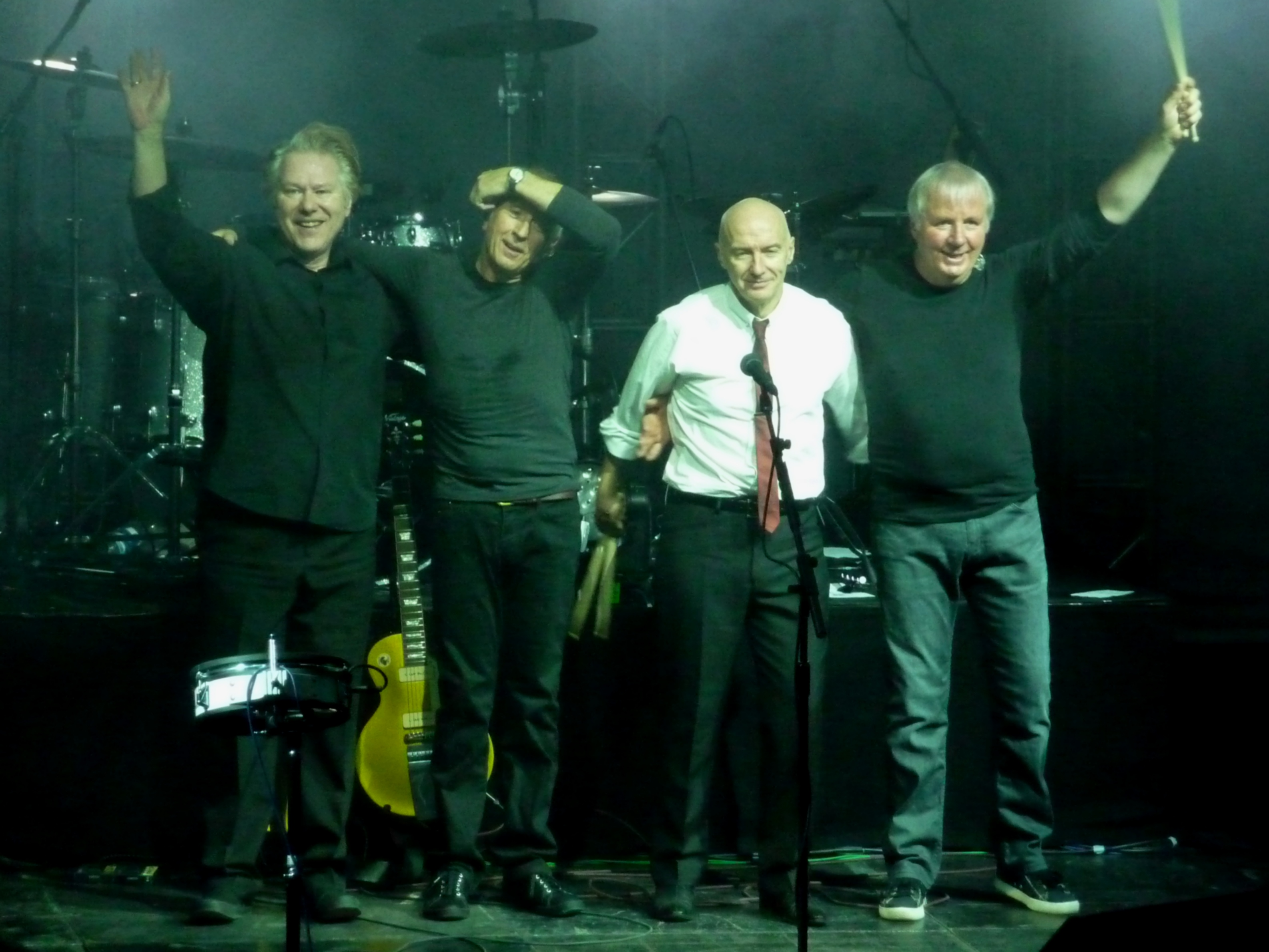
Ultravox efter en konsert i C-Halle (Columbiahalle) i Berlin 2012.

År 2009 återförenades den klassiska sättningen med, Warren Cann, Chris Cross, Billy Currie och Midge Ure, för första gången sedan Live Aid-galan 1985. De gav sig ut på en turné kallad Return to Eden, som även nådde Stockholm på Berns 28 april 2010. Englandsturnén dokumenterades på Return to Eden: Live at the Roundhouse (2010) som gavs ut både som CD och DVD. Senare utkom även EP:n Moments from Eden (2012) med fyra nya livelåtar. 
De återkom till Sverige augusti 2010 och medverkade på Forever Young-Turnén tillsammans med bl.a. Howard Jones och Alphaville. Ultravox spelade då i Bergs slussar (utanför Linköping), Varberg, Eskilstuna, Helsingborg samt Gävle. Det var just vid denna resa i Sverige, enligt Billy Currie, som medlemmarna beslutade sig för att spela in nytt material till ett kommande album.
Ure, Cann, Currie och Cross började att spela in den nya musiken i Ures dåvarande stuga i Kanada. Albumet Brilliant gavs ut den 28 maj 2012 på skivbolaget EMI och följdes senare under året av en turné. Där spelade man i oktober 2012 på KB i Malmö, Filadelfia kyrkan i Stockholm samt Trägårn i Göteborg.
I november 2013 spelade Ultravox fyra spelningar i Storbritannien tillsammans med Simple Minds. Det blev den sista aktiviteten då Billy Currie hade meddelat 2016 på hans hemsida att han definitivt lämnat bandet.

## Inflytande
Gary Numan har sagt att 1970-talets Ultravox var den största och viktigaste influensen till hans musik. Ultravox influerade även tidiga Simple Minds, Duran Duran och Lustans Lakejer.

## Medlemmar
Den klassiska sättningen
- Chris Cross – basgitarr, synthesizer, bakgrundssång (1974–1987, 2008–2013)
- Warren Cann – trummor, slagverk, bakgrundssång, sång (1974–1986, 2008–2013)
- Billy Currie – synthesizer, keyboard, violin, viola (1974–1987, 1992–1996, 2008–2013)
- Midge Ure – sång, gitarr, synthesizer (1979–1987, 2008–2013)

Tidigare medlemmar
- John Foxx – sång (1974–1979)
- Stevie Shears – gitarr (1974–1978)
- Robin Simon – gitarr, bakgrundssång (1978–1979)
- Tony Fenelle – sång, gitarr (1992-1993)
- Sam Blue – sång (1994–1996)
- Vinny Burns – gitarr (1994–1996)
- Tony Holmes – trummor, slagverk (1994–1996)
- Gary Williams – basgitarr (1994–1996)

## Diskografi

### Album
- Ultravox! (1977)
- Ha!-Ha!-Ha! (1977)
- Systems of Romance (1978)
- Vienna (1980)
- Rage in Eden (1981)
- Quartet (1982)
- Monument (1983)
- Lament (1984)
- U-Vox (1986)
- Revelation (1993)
- Ingenuity (1994)
- Return to Eden: Live at the Roundhouse (2010)
- Brilliant (2012)

### EP
- Retro (Live EP, 1978)
- Moments From Eden (Live EP, 2012)

### Singlar
- "Dangerous Rhythm" (1977)
- "Young Savage" (1977)
- "Rockwrok" (1977)
- "Slow Motion" (1978)
- "Quiet Men" (1978)
- "Sleepwalk" (1980) UK #29
- "Passing Strangers" (1980) UK #57
- "Vienna" (1981) UK #2, Sverige #7, Österrike #8, Tyskland #15
- "Slow Motion/Quiet Men/Dislocation/Hiroshima Mon Amour" (1981, dubbelsingel - nyutgivning)
- "All Stood Still" (1981) UK #8
- "The Thin Wall" (1981) UK #14
- "The Voice" (1981) UK #16
- "Reap the Wild Wind" (1982) UK #12, US #71
- "Hymn" (1982) UK #11, Tyskland #9
- "Visions in Blue" (1983) UK #15
- "We Came To Dance" (1983) UK #18
- "One Small Day" (1984) UK #27
- "Dancing with Tears in My Eyes" (1984) UK #3, Sverige #1, Tyskland #7
- "Lament" (1984) UK #22
- "Heart Of the Country" (1984)
- "Love's Great Adventure" (1984) UK #12
- "Same Old Story" (1986) UK #31
- "All Fall Down" (1986) UK #30
- "All In One Day" (1987 UK #88
- "Vienna (92)" (1992)
- "I Am Alive" (1992) Tyskland #80
- "Vienna" (1993, nyutgivning) UK #13
- "Brilliant" 2012